# NForce 600

nForce 600系列是NVIDIA研發的第六代主機板晶片組，首款產品nForce 680在2006年11月推出。晶片組名稱後面的英文字母，代表所支援的處理器平台。例如a代表支援AMD平台，i則是Intel平台。

## 產品規格

### AMD平臺

#### nForce 680a SLI
nForce 680a SLI是為了配合AMD的Quad FX平臺而開發。由於這個晶元組使用了兩個晶片，所以架構與nForce4 Professional相似。
規格：
- 支援AMD的Quad FX平臺，CPU接口是伺服器平台專用的Socket F
- 支援两个HyperTransport通道
- 每個晶片支援兩个PCI Express x16接口，總共支援四个PCI Express x16接口。
- 支援12個SATA 3Gbps介面，可运行两個独立的RAID 5，每個支援6隻硬碟。

#### GeForce 7050 PV nForce 630a
為了對抗AMD的690G晶片組，NVIDIA將C61P晶元組易名為MCP68PV，推出了nForce 630a整合型晶片組。它支持AM2接口的AMD處理器，並整合了GeForce 7050顯示核心，顯核核心頻率是475MHz。
其餘規格：
- 支援高清音效
- 擁有10个USB 2.0接口
- 擁有4个SATA-2接口，並支持RAID技術
- 新增支援TV-OUT、DVI和HDMI顯示輸出

#### GeForce 7025 nForce 630a
與GeForce 7050/nForce 630a相近，差異僅在於顯核核心頻率較低，只有425MHz。它亦不支援HDMI顯示输出，PureVideo和视频输入功能。

### Intel平臺

#### nForce 680iSLI
nVidia代工製造，取代2006年7月推出的 nForce 590 SLI intel Edition，定位於高端。它支持 1333MHz FSB，改善了記憶體控制器，支援DDR2-1200記憶體，还支持内存的EPP规范。它有两條全速的PCI-E x16 插槽，还有第3条PCIe x8模式的PCIe x16插槽，預計用于物理加速。作為高端晶片組，當然支援LinkBoost技術。功能與nForce 590 SLI大致相同。
网络連接方面，680i SLI 支援兩個千兆以太网接口、FirstPacket技術、DualNet、TCP/IP加速技术，与590 SLI相同。另外，它支援HD Audio。存储接口方面，支援6个SATA 3Gbps接口、MediaShield存储技术，RAID模式有0、1、0+1和5。
由於超頻能力比前作 590 SLI intel Edition 大大提升，680i SLI 迅速受到高端用家的注意。

#### nForce 680i LT SLI
它是nForce 680i SLI的廉价精简版。只支援DDR2-800記憶體，只有一個千兆以太网接口和两條PCIe x16插槽。此外，它的超频能力亦有所降低。但由於使用公版 PCB 的 680i LT SLI 底板 BIOS 與 680i SLI 共通，實質上分別不大，更使原不能負擔680i SLI 的人願意付鈔購買。

#### nForce 650i SLI
相对680i SLI，它不支援1333MHz总线，只支援两条PCIe x16插槽，並都只以PCIe x8模式運作。支持雙通道DDR2記憶體，但不支持EPP規範記憶體。存儲接口方面，與680i SLI相似。
网络連接方面，相对680i SLI，去掉了DualNet和TCP/IP加速技术。
一般認為，nForce 650i SLI的對手是Intel P965。相对Intel P965，nForce 650i SLI支援SLI技術，並擁有兩個IDE接口，且支援RAID技術。而Intel P965則不支援IDE接口，所以nForce 650i SLI的擴充性比較好。P965的優勢是支援10個USB接口，比nForce 650i SLI多兩個。最後，Intel P965擁有6個PCI-E x1接口，比nForce 650i SLI多4個。

#### nForce 650i Ultra
只支援單条PCIe x16插槽，不支援SLI技術。支持双通道DDR2記憶體，但不支持EPP規範記憶體。存储接口方面，有4個SATA 3Gbps接口。

#### nForce 630i(MCP73)
於2007年年中，NVIDIA在AMD平台芯片组有六成佔有率，相比之下，在Intel平台只有不足1%的佔有率。由於AMD收購了ATI，變相AMD推出自家的晶片組。NVIDIA與AMD的關係亦出現變數。由原本的合作伙伴，變為晶片組市場的競爭對手。所以NVIDIA須要打入Intel晶片組市場，以維持自己的領先地位。在ATI被AMD收購後，ATI全面退出Intel平台，這倒給了NVIDIA一個機會。當時，ATI的Intel平台佔有率是大約8%。而NVIDIA就推出整合式晶片組，企圖打入Intel整合式晶片組市場。它支持Intel的Core 2核心處理器，並整合了GeForce 7050顯示核心，首次支持HDMI接口，但只支持單通道記憶體，亦不支援PureVideo技術。NVIDIA稱這樣做是降低成本，增加競爭力。有外界普遍認為這是來自Intel的限制，因為這樣可避免直接與自家的G33晶片組競爭。
MCP73採用80nm製程製造，集成了GeForce 7顯示核心。縱使只支援單通道記憶體，影響集成顯示核心的效能發揮。但數據顯示，由於NVIDIA的驅動程式比較完善，所以立體貼圖錯誤較少，畫質和效能都比對手Intel的G33晶片組高。顯示核心有兩條像素流水線，支持Direct X 9.0c和Shader Model 3.0。顯示核心頻率介乎500-600 MHz，視乎不同的形號。記憶體方面，與G33不同，只支援最高DDR2 800規格，不支援DDR 3。存儲技術方面，全系列都支援MediaShield技術，支持RAID 0、RAID 1、RAID 0+1和RAID 5。音效方面，支援HD Audio。网络接口方面，則原生支援Gigabit Ethernet。
它有三款形號：
- GeForce 7150+nForce 630i - 顯示核心頻率較高，提供HDMI或DVI顯示輸出接口
- GeForce 7100+nForce 630i - 顯示核心頻率較低
- GeForce 7050+nForce 610i - 不支援HDMI和DVI顯示輸出，亦不支持HDCP。